# مرکز هوافضای سلطنتی هلند
مرکز هوافضای سلطنتی هلند ( رویال NLR ؛    ، که قبلاً به عنوان آزمایشگاه ملی هوافضا ( NLR ؛ هلندی: Nationaal Lucht- en Ruimtevaartlaboratorium   شناخته می شد. ) یک سازمان تحقیقاتی هوافضا هلند است و یکی از مؤسسات فناوری بزرگ آن است. این مؤسسات بخش بزرگی از تحقیقات کاربردی را در هلند انجام می دهند که هر کدام در حوزه فناوری خاص خود هستند. به عنوان یک سازمان غیرانتفاعی مستقل، NLR یک شرکت دانش هوافضا در هلند است و پشتیبانی فنی را برای بخش هوافضا ارائه می دهد. 
مرکز هوانوردی و فضایی سلطنتی هلند (هلندی: Koninklijk Nederlands Lucht- en Ruimtevaartcentrum یا به اختصار NLR) یک سازمان تحقیقاتی مستقل و غیرانتفاعی است که در سال ۱۹۱۹ با نام «سرویس مطالعات هوانوردی ملی» (RSL) تأسیس شد و در سال ۲۰۱۹ به‌عنوان «سلطنتی» شناخته شد. این مرکز با هدف توسعه فناوری‌های نوین در حوزه‌های هوانوردی و فضانوردی، به‌ویژه در زمینه‌های سیستم‌های هوانوردی، حمل‌ونقل هوایی و وسایل فضایی، فعالیت می‌کند. NLR با بیش از ۸۰۰ کارشناس در دو شعبه اصلی در آمستردام و مارکنس، آزمایشگاه‌ها، تونل‌های باد، شبیه‌سازها و تجهیزات پیشرفته‌ای را برای تحقیق و توسعه در اختیار دارد. این مرکز به‌عنوان شریک استراتژیک دولت و دفاع هلند، به صنایع بزرگ و کوچک، سازمان‌های هوانوردی، فضایی و دفاعی، و نهادهای بین‌المللی خدمات فنی و مشاوره‌ای ارائه می‌دهد.